# محمدابراهیم رهی اصفهانی
محمدابراهیم اصفهانی با تخلص رهی (؟ - ۱۸۱۱م) شاعر ایرانی بود.

## زندگی و شاعری
محمدابراهیم اصفهانی در سالی نامعلوم در اصفهان زاده شد. او به قصابی پیشه‌ور بود، به ادبیات و شعر گرایید. از شاگردان حسین رفیق اصفهانی گشت و همو تخلص رهی برایش برگزید. رهی اصفهانی همچنین با مجمر اصفهانی نیز معاشر بوده‌است.

رهی اصفهانی در سال ۱۸۱۱م/۱۲۲۶ق در اصفهان درگذشت و در گورستان تخت فولاد به خاک سپرده شد، ماده‌تاریخ وفات او از نظمی تبریزی:
| تکیه بر چرخ ابهلی است، کزو  |  | خانمان‌ها که بی‌نظام شده    |
| ای بسا کز ستیزه‌جوییِ او      |  | خواجه فرمانبر غلام شده    |
| خاصه هرجا که هست اهل دلی    |  | زندگانی بر او حرام شده    |
| کس نپرسید از این سپهر که کی |  | با کسی توسن تو رام شده؟   |
| کو رهی آنکه در زمانهٔ خویش   |  | شهره در پیش خاص و عام شده |
| از خردسال مرگ او جستم       |  | گفت: کار رهی تمام شده     |